# Hippoidea
Super-famille
Les Hippoidea forment une super-famille de crustacés de l'infra-ordre des Anomura. Ces crustacés vivent dans le sable, et sont souvent appelés « crabes-taupes ». 

## Liste desfamilles
Selon World Register of Marine Species (17 août 2014) :
- Albuneidae Stimpson, 1858 -- 8 genres (actuels)
- Blepharipodidae Boyko, 2002 -- 2 genres
- Hippidae Latreille, 1825 -- 3 genres

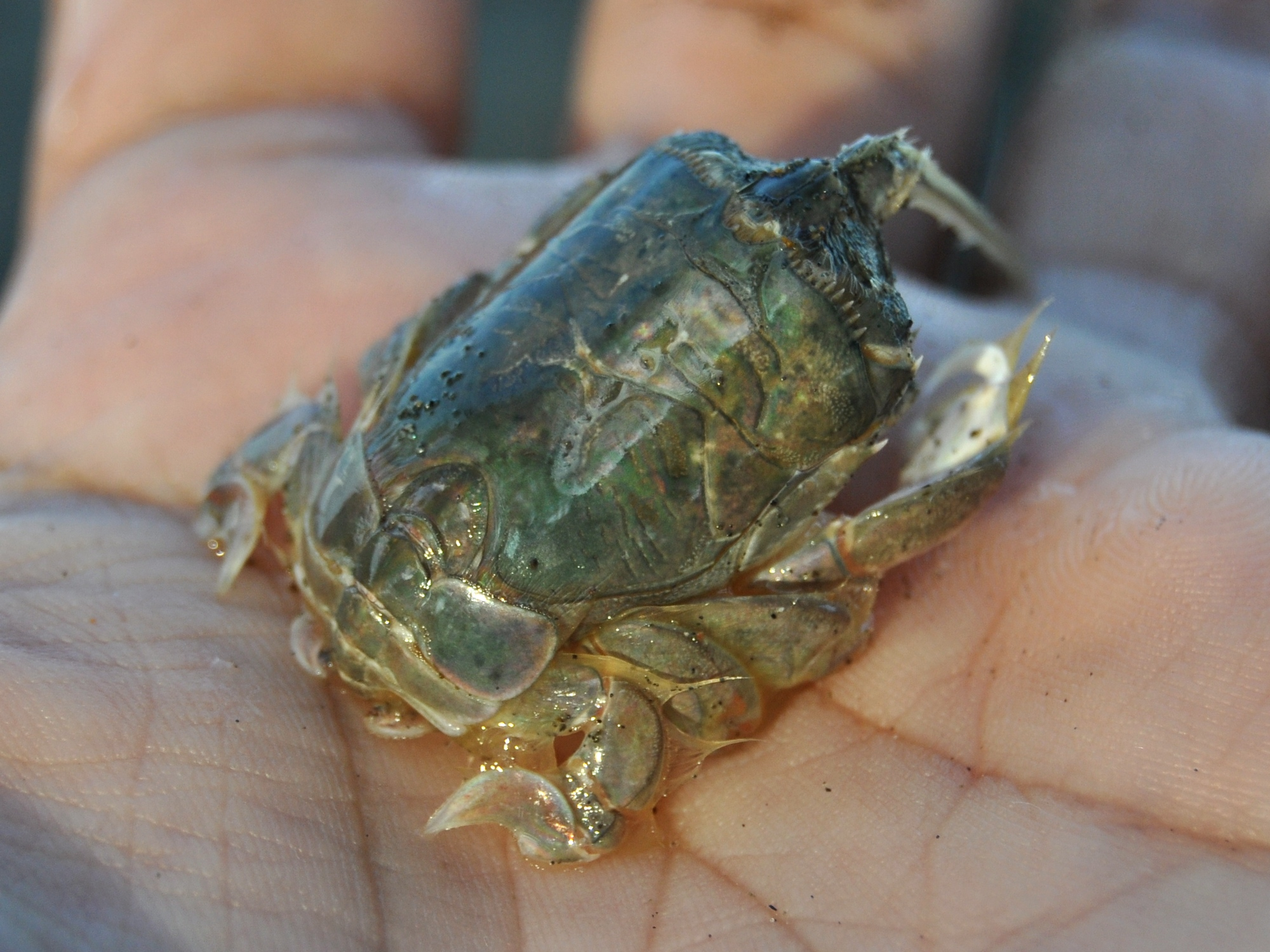
Albunea symmysta, un Albuneidae
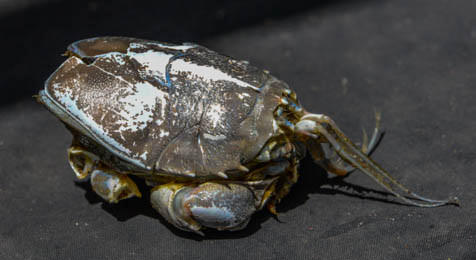
Blepharipoda occidentalis, un Blepharipodidae
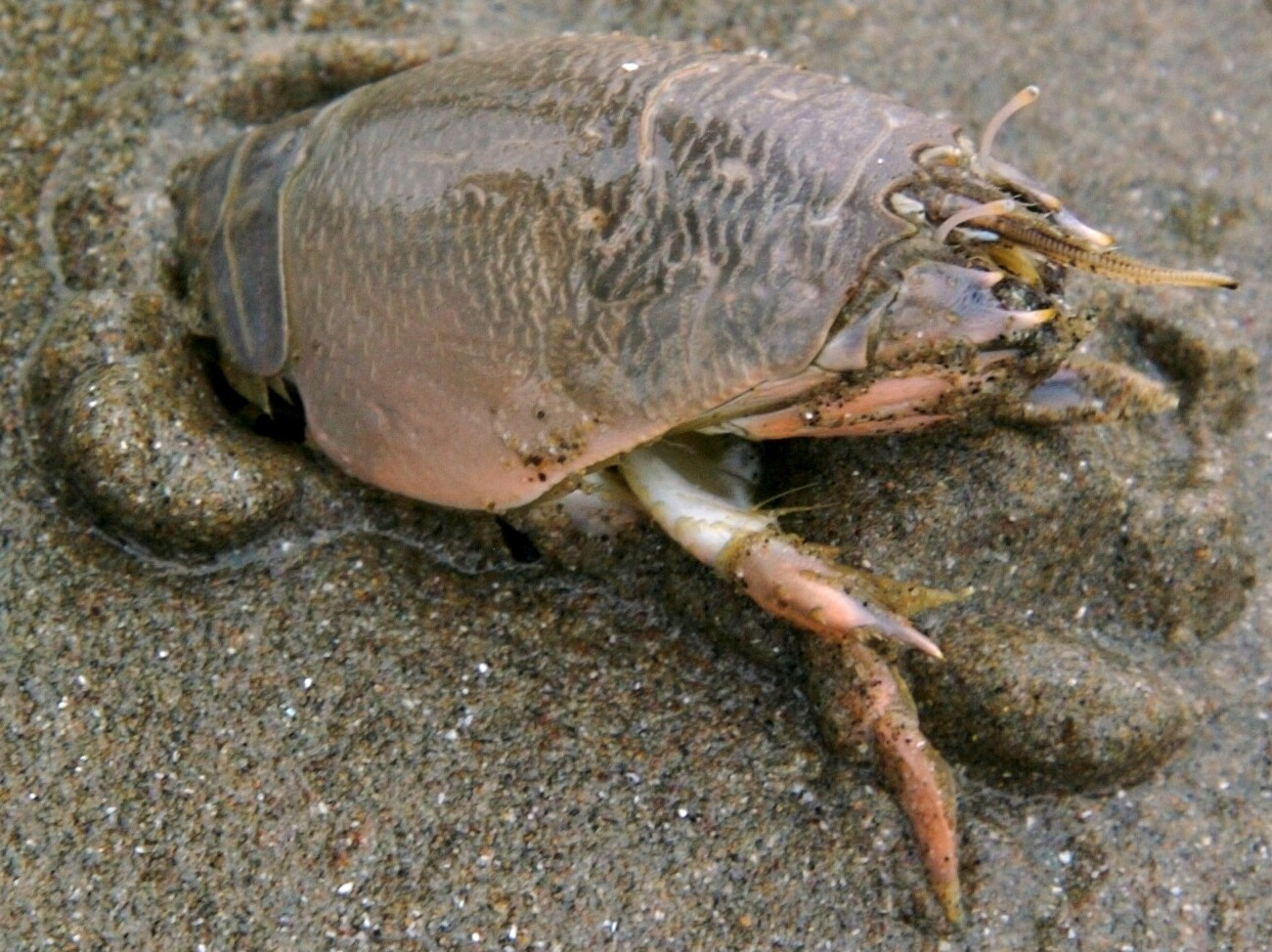
Emerita analoga, un Hippidae